# Paltophorus gracilis
Paltophorus gracilis är en mångfotingart som beskrevs av Demange 1972. Paltophorus gracilis ingår i släktet Paltophorus och familjen Chelodesmidae. Inga underarter finns listade i Catalogue of Life.